# Rydal (Mark)
Pour les articles homonymes, voir Rydal.
Rydal est une localité de Suède située dans la commune de Mark du comté de Västra Götaland. Elle couvre une superficie de 0,55 km2. En 2010, elle compte 402 habitants.